# 京暦
京暦（きょうごよみ）とは、京都の暦師によって頒行された暦。朝廷との密接なつながりから官暦としての性格を有しており、暦算に関する解釈の違いから他の地方暦と暦日相違が生じた場合には京暦の日付が公式の日付とされていた。京都暦（きょうとごよみ）とも呼ばれる。
主な版元に大経師（だいきょうじ）と院経師（いんのきょうじ）があり、そのために経師暦（きょうじごよみ）とも呼ばれる。

## 歴史
経師は古くから朝廷で用いる経巻や陰陽寮の暦家が作成した具注暦や仮名暦の表装に従事する技術者であった。また、本来は僧侶が行っていた経典の表装に従事する者もいた。職業として成立したのは鎌倉時代とされ、後に表具師と呼ばれるようになった。
一方、平安時代末期の東国において武士勢力の台頭に伴う暦の需要の増大に伴い三島暦などの摺暦形式の地方暦が作られるようになり、各地に広がった。京都でも鎌倉時代もしくはその少し後に経師が暦師として摺暦を作成するようになった。室町時代には京都の暦師を統率する大経師を長とする摺暦座が成立し、暦家である賀茂氏（勘解由小路家、後に幸徳井家）を本所として擦暦の独占販売権を握っていた。ただし、実際においては京都及び東海・北陸地方より西側の西日本を主な販売地域としていた。
『実隆公記』文亀3年（1503年）6月の記事に当時の京都の大経師として、良精・愛竹・良椿の名前を挙げている。彼らは上京を拠点とする大経師であったが、永禄9年（1566年）閏8月に下京の筑後与一に交替させられた（『御湯殿上日記』）。筑後与一の系統を引く浜岡氏が唯一にして世襲の大経師として江戸時代に至る。
これに対して、慶長18年（1613年）に後陽成上皇は院御所の障子を扱っていた菊澤氏に頒暦を許した。これが院経師の始まりである。大経師である浜岡氏は名字帯刀を許されて数十万部を刊行出来たのに対し、院経師である菊澤氏は他の地方暦業者と同様に制約を加えられ、版行部数を1万部までと限定されていた。さらに、貞享元年（1684年）に行われた貞享暦への改暦後は暦の基本的な部分は江戸幕府の天文方が作成し、幸徳井家によって暦注を加えられた原稿が大経師に渡され、大経師が写本暦（頒暦の稿本）と呼ばれる特別な暦を作成し、それを諸国の暦師に渡すこととされ、特権的立場を保持していた。
ところが、大経師であった浜岡氏では、天和3年（1683年）に内儀と手代による不義密通事件（おさん茂兵衛）が発覚して世間の注目に晒された上、騒動の翌年に実施された貞享暦改暦に便乗して強引な権限拡大に乗り出したことが京都所司代の不興を買って改易されてしまう。代わりに親類の降屋氏が大経師に取り立てられた。また、幕末には大経師の降屋氏、院経師の菊澤氏に加えて中嶋氏と河合氏にも頒暦の権限が与えられたため、版元は4家体制となって明治を迎えた。
京暦は古来からの暦の形式を守り、暦注は古い仮名暦のものを踏襲し、形式も長く巻物型の巻暦の形態を保ってきた。しかし、大経師の影響下にあった大坂暦は冊子型の綴暦であり、京暦でも幕末には綴暦形式のものが出現している。